# Immergentia zelandica
Immergentia zelandica is een mosdiertjessoort uit de familie van de Immergentiidae. De wetenschappelijke naam van de soort is voor het eerst geldig gepubliceerd in 1946 door Silén.